# 152 mm/55 Model 1930
152 mm/55 Model 1930 — 152-миллиметровое корабельное артиллерийское орудие, разработанное и производившееся в Франции. Состояло на вооружении ВМС Франции. Стало первым во Франции морским орудием калибра 152 мм. Предназначалось для вооружения лёгких крейсеров. Этими орудиями оснащались лёгкий крейсер «Эмиль Бертин», лёгкие крейсера типа «Ла Галиссоньер», а также линкоры типа «Ришельё».

## История создания
Калибр 152 мм ранее не использовался французским флотом. До конца Первой мировой войны французы предпочитали необычные для мировой практики калибры 138 мм и 164 мм. Разрабатывалось специально для лёгких крейсеров нового поколения. Основой для разработки послужило 138,6-миллиметровое орудие M1929, которое использовалось на французских контрминоносцах.

## Конструкция
Орудие оснащалось вертикально-клиновым затвором. Оно комплектовалось поворотным механизмом заряжания и пружинным досылателем боеприпасов. Спусковой механизм был электромагнитным. 152mm/55 Model 1930 было самым крупнокалиберным орудием французского флота с раздельно-гильзовым заряжанием.

## 152mm/55 Model 1930на крейсерах
Артиллерия главного калибра размещалась в трёхорудийных башнях типа «Марин-Омкур» образца 1930 года. Отличия заключались в том, что на «Эмиле Бертине» башни были небронированные и весили по 112 тонн, бронированные башни крейсеров типа «Ла Галиссоньер» имели вес по 172 тонны. Две башни размещались в носовой части крейсеров, линейно-возвышенно, третья в корме. Носовые башни имели углы обстрела по 135° на борт, кормовая – 145°. Сами орудия размещались в индивидуальных люльках и имели углы вертикального наведения от -7° до +45° для концевых башен и от -10° до +45° для возвышенной башни, но заряжание осуществлялось при положении стволов от -5° до +15°. Наведение башен осуществлялось дистанционно, с помощью электрических приводов. 
Цикл стрельбы составлял 10—12 секунд, что согласовывалось с периодом качки крейсеров. Это позволяло иметь практическую скорострельность 5—6 выстрелов в минуту на ствол. Максимальную скорострельность среди крейсеров типа «Ла Галиссоньер» показал «Глуар» на стрельбах в 1938 году — 9 выстрелов в минуту на ствол. В первые годы эксплуатации башенные установки крейсеров страдали от множества неисправностей, вследствие чего не могли развивать табличную скорострельность. Так, крейсера 4-й дивизии на учебных стрельбах в 1939 году показывали среднюю скорострельность 3 выстрела в минуту на ствол. Потребовалось переделать амбразуры башен с целью улучшения их герметичности. После этого конструкция башенных установок стала расцениваться как вполне удачная.

## 152mm/55 Model 1930на линкорах
Хотя при проектировании 152mm/55 Model 1930 возможность его применения против воздушных целей всерьёз не рассматривалась, в 1934 году было предложено использовать эти орудия на перспективных линкорах типа «Ришельё» в качестве универсальных. Первоначально предполагалось разместить на линкорах по пять трёхорудийных башен новой конструкции, в дальнейшем их количество сократили до трёх. Башни Model 1936 DP размещались в кормовой части линкоров. От башен крейсеров они отличались усиленным бронированием и увеличенными углами возвышения стволов. Бронирование достигало 130 мм в лобовой части, причем броня располагалось под наклоном. Бронирование боковых стенок — 70 мм, задней стенки — 60 мм, крыши — 70 мм. Толщина барбетов составляла 100 мм.
По проекту предполагалось обеспечить угол возвышения 90° и скорострельность 10 выстрелов в минуту. Однако на практике выявилась невозможность заряжания на углах свыше 75°, а скорострельность не превышала 6,5 выстрелов в минуту. Кроме того, скорости наведения тяжёлых башен были совершенно недостаточны. Скорость горизонтального наведения составляла 12° в секунду, вертикального — 8° в секунду. Это позволяло 152-мм орудиям вести лишь заградительный огонь по воздушным целям. Сложившаяся ситуация вынудила конструкторов сократить количество башен 152-мм орудий до трёх и за счёт этого установить на линкорах по шесть спаренных 100-мм зенитных орудий M1930. Лишь после окончания Второй мировой войны удалось довести угол заряжания орудий до 85°, а скорострельность — до 10 выстрелов в минуту.